# Probación
Probación (del latín probatio) es la prueba o examen a que se somete a los novicios de las órdenes religiosas del clero regular católico, antes de realizar su profesión ("ceremonia eclesiástica en que alguien profesa en una orden religiosa") y convertirse en profeso (del latín professus, participio pasivo de profitēri -"declarar"). esto 
En la probación se pretende comprobar la vocación y virtudes de los que pretenden ingresar en tales órdenes.
En la Compañía de Jesús se realizan tres probaciones, siendo la tercera probación la definitiva.

En la formación de la Compañía de Jesús hay estipuladas tres probaciones, o momentos importantes para pararse y volver a rezar sobre la vocación y el seguimiento a Cristo. La tercera probación se hace tras unos quince años de haber entrado en la compañía y sirve para parar durante uno año antes de dedicarse plenamente a la vida apostólica. La segunda probación es el bienio del noviciado, en la cual los jóvenes que quieren entrar en la Compañía de Jesús profundizan en su vocación y en el conocimiento de la Compañía a través de los ejercicios espirituales, el mes de hospitales o la vida diaria en el noviciado. ...  La primera probación es el primer mes de vida en el noviciado en el cual los recién llegados entran en contacto con la realidad que van a vivir en los próximos años y descubren cosas como la fórmula del instituto o el examen general. Al final de ese mes y tras un breve retiro los novicios son inscritos oficialmente en el libro del noviciado.